# Shifeng

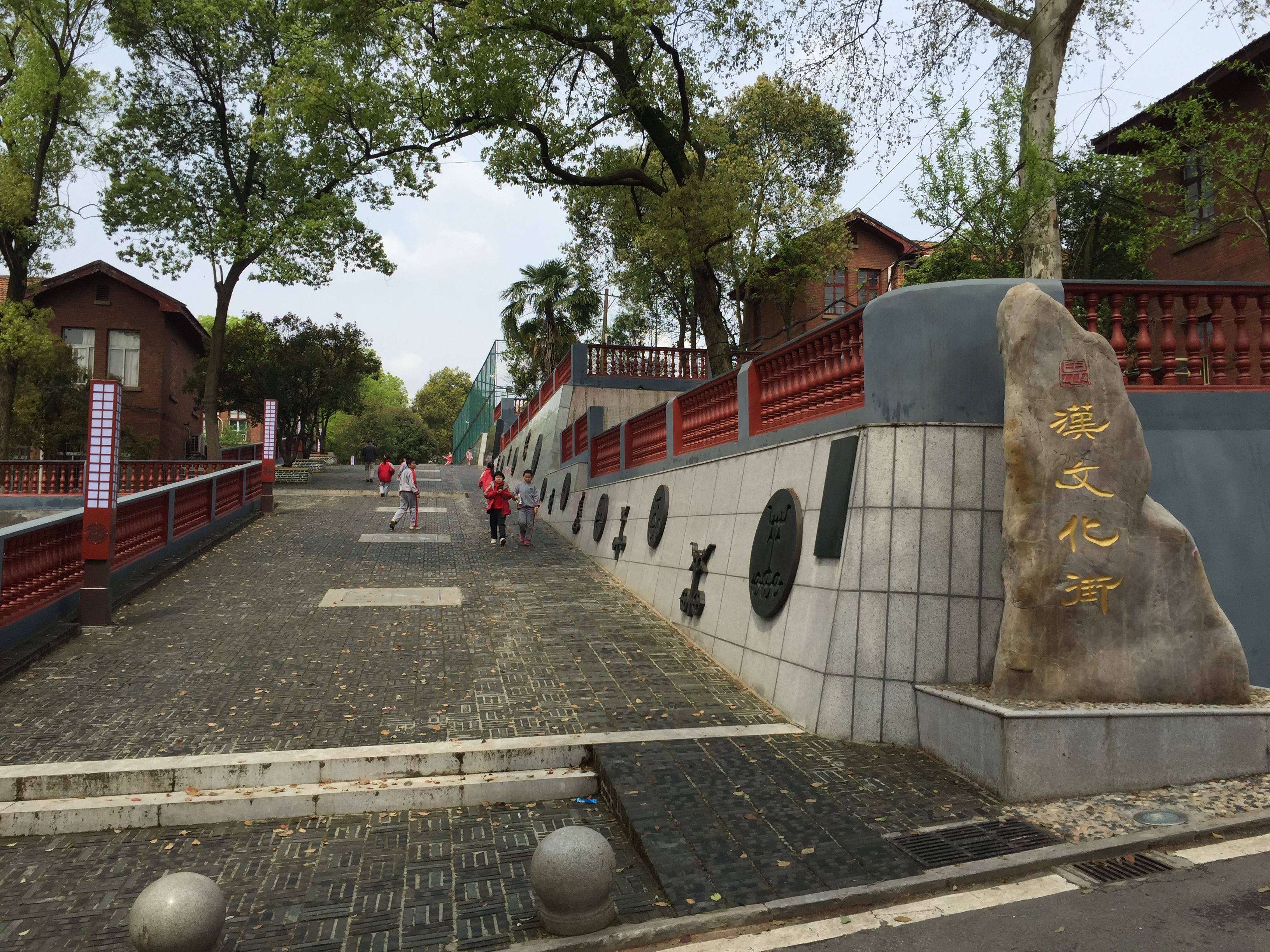
Tianxin (Zhuzhou)

Shifeng (石峰区,  Shífēng Qū) ist ein chinesischer Stadtbezirk der bezirksfreien Stadt Zhuzhou in der Provinz Hunan. Der Stadtbezirk hat eine Fläche von 166,5 km² und zählt 369.500 Einwohner (Stand: Ende 2018).

## Administrative Gliederung
Auf Gemeindeebene setzt sich der Stadtbezirk aus fünf Straßenvierteln, einer Großgemeinde und einer Gemeinde zusammen. 